# The Music of Grand Theft Auto V
The Music of Grand Theft Auto V é uma banda sonora de 2013 que contém várias musicas do jogo Grand Theft Auto V. The Music of Grand Theft Auto V foi editada em três volumes: o Volume 1: Original Music com musicas originais criadas para Grand Theft Auto V, o Volume 2: The Score que contém a banda sonora dinâmica composta por Tangerine Dream, Woody Jackson, The Alchemist e Oh No e o Volume 3: The Soundtrack com várias canções licenciadas que se podem ouvir nas estações de rádio do jogo.

## Faixas
| Volume 1: Original Music |                                                                   |         |  |
| N.º                      | Título                                                            | Duração |  |
| 1.                       | "Welcome To Los Santos" (Oh No)                                   | 2:34    |  |
| 2.                       | "Smokin' and Ridin'" (BJ the Chicago Kid, Freddie Gibbs, Problem) | 3:32    |  |
| 3.                       | "Old Love / New Love" (Twin Shadow)                               | 3:53    |  |
| 4.                       | "Change of Coast" (Neon Indian)                                   | 3:12    |  |
| 5.                       | "Nine Is God" (Wavves)                                            | 4:57    |  |
| 6.                       | "Bassheads" (Gangrene)                                            | 2:45    |  |
| 7.                       | "Stonecutters" (Flying Lotus)                                     | 4:18    |  |
| 8.                       | "High Pressure Dave" (HEALTH)                                     | 3:15    |  |
| 9.                       | "What's Next?" (OFF!)                                             | 2:09    |  |
| 10.                      | "Garbage" (Tyler, The Creator)                                    | 3:28    |  |
| 11.                      | "Nowhere To Go" (Nite Jewel)                                      | 3:59    |  |
| 12.                      | "A$AP Rocky" (R. Cali)                                            | 2:19    |  |
| 13.                      | "Colours" (Age of Consent)                                        | 4:23    |  |
| 14.                      | "Hold Up" (Marion Band$, Nipsey Hustle)                           | 3:52    |  |
| 15.                      | "Life of a Mack" (100s)                                           | 3:24    |  |
| 16.                      | "The Set Up" (Favored Nations)                                    | 4:03    |  |
| 17.                      | "Don't Come Close" (Yeasater)                                     | 3:28    |  |
| 18.                      | "Sleepwalking" (The Chain Gang of 1974)                           | 3:38    |  |
| Duração total:           | Duração total:                                                    | 63:09   |  |

| Volume 2: The Score † |                                       |         |  |
| N.º                   | Título                                | Duração |  |
| 1.                    | "We Were Set Up"                      | 3:31    |  |
| 2.                    | "A Legitimate Business Man"           | 2:57    |  |
| 3.                    | "A Haze of Patriotic Fervor"          | 5:30    |  |
| 4.                    | "Los Santos At Night"                 | 1:43    |  |
| 5.                    | "North Yankton Memories"              | 4:02    |  |
| 6.                    | "The Grip"                            | 3:10    |  |
| 7.                    | "Mr. Trevor Philips"                  | 4:25    |  |
| 8.                    | "A Bit of an Awkward Situation"       | 4:42    |  |
| 9.                    | "No Happy Endings"                    | 5:19    |  |
| 10.                   | "His Mentor"                          | 1:27    |  |
| 11.                   | "(Sounds Kind of) Fruity"             | 4:44    |  |
| 12.                   | "Minor Turbulence"                    | 4:33    |  |
| 13.                   | "Chop the Dog"                        | 4:11    |  |
| 14.                   | "A Lonely Man"                        | 3:32    |  |
| 15.                   | "You Forget a Thousand Things"        | 3:36    |  |
| 16.                   | "Impotent Rage/Am I Being Clear Now?" | 2:08    |  |
| 17.                   | "Fresh Meat"                          | 4:03    |  |
| 18.                   | "Therapy and Other Hobbies"           | 0:57    |  |
| 19.                   | "Rich Man's Plaything"                | 4:06    |  |
| 20.                   | "The Agency Heist"                    | 3:22    |  |
| 21.                   | "Hillbilly Crank Dealers' Blues"      | 5:19    |  |
| 22.                   | "Welcome To Los Santos (Outro)"       | 1:11    |  |
| Duração total:        | Duração total:                        | 61:18   |  |

| Volume 3: The Soundtrack |                                                           |         |  |
| N.º                      | Título                                                    | Duração |  |
| 1.                       | "The Kill" (Flying Lotus, Niki Rand)                      | 3:25    |  |
| 2.                       | "I Am a Madman" (Lee "Scratch" Perry)                     | 5:48    |  |
| 3.                       | "Jasmine" (Jai Paul)                                      | 4:10    |  |
| 4.                       | "I Get Lifted" (George McCrae)                            | 2:44    |  |
| 5.                       | "What You Wanna Do" (Kausion)                             | 4:08    |  |
| 6.                       | "Can't Hardly Stand It" (Charlie Feathers)                | 2:48    |  |
| 7.                       | "Life of Crime" (The Weirdos)                             | 2:19    |  |
| 8.                       | "Es Toy" (Mexican Institute of Sound)                     | 3:15    |  |
| 9.                       | "Gabriel (Soulwax Mix)" (Joe Goddard, Valentina)          | 4:28    |  |
| 10.                      | "I'd Rather Be With You" (Bootsy Collins)                 | 4:57    |  |
| 11.                      | "Hollywood Nights" (Bob Seger and the Silver Bullet Band) | 5:00    |  |
| 12.                      | "From Nowhere (Baardsen Remix)" (Dan Croll)               | 4:27    |  |
| 13.                      | "Say That Then" (Problem, Glasses Malone)                 | 2:52    |  |
| 14.                      | "I Ain't Living Long Like This" (Waylon Jennings)         | 4:45    |  |
| 15.                      | "Nobody Move, Nobody Gets Hurt" (Yellowman)               | 3:43    |  |
| 16.                      | "All the Things She Said" (Simple Minds)                  | 4:16    |  |
| 17.                      | "Harm in Charge" (Toro y Moi)                             | 3:59    |  |
| 18.                      | "This Mystic Decade" (Hot Snakes)                         | 3:03    |  |
| 19.                      | "Mirror Mau" (Cashmere Cat)                               | 4:02    |  |
| Duração total:           | Duração total:                                            | 61:14   |  |

† Todas as canções compostas por Tangerine Dream, Woody Jackson, The Alchemist e Oh No.